# De Nieuwe Vrolijkheid
De Nieuwe Vrolijkheid (DNV) was een Nederlandse band uit Den Haag, bestaande uit Natasha van Waardenburg (gitaar, synth, zang), Pim Verlaek (drums, Hammond drummodule), en Vincent van Gerven Oei (zang, Hohner orgel, altsax, percussie).

## Biografie
De Nieuwe Vrolijkheid werd in 2002 opgericht door Natasha en Vincent en begon als performance groep die voornamelijk in de publieke ruimte opereerde. Zo werd in 2003 onder andere de eerste Offerande gehouden op paasmaandag, die vervolgens met uitzondering van 2004 een traditioneel DNV-ritueel werd.
In 2003 werden de eerste gezamenlijke stappen op muzikaal gebied gezet samen met Taco Fens op drums. Dit resulteerde in enkele minidiscs met improvisaties. In augustus van dat jaar vertrok Vincent voor een jaar naar UMass, terwijl Natasha en aankomend bassist Mauricio Molenaar hun techniek verder ontwikkelden.
Vanaf mei 2004 begon De Nieuwe Vrolijkheid volledig als band te functioneren en raakten de performances op de achtergrond. De band bleef echter bekendstaan om zijn extravagante podiumpresentatie. Hun debuutoptreden vond plaats in september dat jaar op het podium van het Haags Popcentrum, de Pop-In. De bezetting in die periode was Natasha (gitaar, zang), Mauricio (bas, zang), Taco (drums), Vincent (zang, synth). Hun stijl neigde in die periode naar noise pop.
In mei 2005 werd begonnen met de opnames van de debuut ep We are John Wayne in de Sahara Sound Studio van Henk Koorn. Deze opnames werden in juni afgerond. Kort daarna verliet Taco de band en werd vrijwel direct vervangen door Pim. We are John Wayne werd later dat jaar uitgebracht door het Creative Commons label Dying Giraffe Recordings, en gepresenteerd in het Café Paard van Troje te Den Haag. De ep werd lovend ontvangen door de Nederlandse underground en verscheidene binnen- en buitenlandse Creative Commons podcasts.
Begin 2006 verliet Mauricio De Nieuwe Vrolijkheid, waarna de overige drie leden het roer drastisch omgooiden en al het materiaal dat ze gedurende de vorige jaren hadden geproduceerd opnieuw onder de loep namen. De eerste resultaten daarvan werden in 2007 uitgegeven bij Subroutine Records en waren te horen op gerenommeerde festivals als Metropolis, Mysteryland en State-X/New Forms.
Op 8 februari 2007 maakte de band bekend uit elkaar te gaan. Begin maart dat jaar verscheen alsnog het album 'Blood on the floor'. Natasha van Waardenburg speelt thans in Rats on Rafts.

## Discografie

### Albums
- Blood on the Floor (Willie Anderson Recordings WAR03, 2007)
  - 1. I Woke Up in the Middle of a Dream
  - 2. You Want My Blood on the Floor
  - 3. Kurt (I Know How You Die)
  - 4. Winter
  - 5. We'll Take Their Castle and Dance on Their Graves
  - 6. Typewriter
  - 7. This is How I Say Goodbye
  - 8. Red Yellow Blue

### 7"s
- Vox Von Braun/De Nieuwe Vrolijkheid Split 7" (Subroutine Records SR005, 2007)
  - 1. You Want My Blood On The Floor
  - 2. Dig Two Graves

### Ep's/Singles
- Winter (Tegel Records Tegel005, 2006)
  - 1. Winter
  - 2. Winter (Paul Klaui Remix #2)
  - 3. Winter (Paul Klaui Remix #1)

- We are John Wayne (Dying Giraffe Recordings DNV-DGR004, 2005)
  - 1. Johnny's Second Time in Rome
  - 2. Twins
  - 3. Bad Army
  - 4. Charles de Gaulle
  - 5. Send Out Moe Horses
  - 6. John Wayne

### Compilaties
- Everone Needs a Family During Christmas: Badmintone's Finest (Badmintone Records, 2006)
  - Kerst Alleen
- Little Next Big Things (Subroutine Records, 2006)
  - I Woke Up in the Middle of a Dream (Henk Koorn stereo cassette deck tape mix)
- Artists for Balance in Digital Rights Laws and Fairness to Consumers (BEUC, 2005)
  - John Wayne
- Langweiligkeit (Langweiligkeit Records, 2005)
  - Send Out Moe Horses
- OLON Release #321 (OLON, 2005)
  - John Wayne